# Тадалафіл
Тадалафіл (МНН: Tadalafil) — інгібітор фосфодіестерази типу 5 (іФДЕ5).
Його приймають всередину через рот. Зазвичай починається протягом півгодини, а тривалість становить до 36 годин. Дія тадалафілу полягає в розслабленні м’язів кровоносних судин і посиленні кровотоку в кавернозному тілі.
У 2020 році це був 261-й лік, який найчастіше призначають у Сполучених Штатах, з понад 1 мільйоном рецептів.

## Механізм дії
Ерекція статевого члена під час сексуальної стимуляції спричинена посиленням кровотоку в статевому члені в результаті розслаблення артерій статевого члена та гладких м'язів кавернозного тіла. Ця реакція опосередкована вивільненням оксиду азоту (NO) із нервових закінчень і ендотеліальних клітин, який стимулює синтез циклічного гуанозинмонофосфату (більш широко відомого як циклічний GMP або цГМФ) у клітинах гладких м'язів цГМФ розслабляє гладкі м'язи та збільшує приплив крові до кавернозного тіла.
Інгібування фосфодіестерази типу 5 (ФДЕ5) покращує еректильну функцію за рахунок збільшення кількості цГМФ [потрібна медична цитата] Тадалафіл (а також силденафіл і варденафіл) інгібує ФДЕ5. Однак, оскільки сексуальна стимуляція необхідна для ініціації локального вивільнення оксиду азоту у пенісі, інгібування (ФДЕ5) тадалафілом не матиме ефекту без сексуальної стимуляції.

### Тривалість дії
Хоча силденафіл, варденафіл і тадалафіл діють шляхом інгібування PDE5, фармакологічною відмінністю тадалафілу є його довший період напіввиведення (17,5 годин) порівняно з силденафілом і варденафілом, який у них становить 4–5 годин. Це означає більшу тривалість дії, що частково відповідає за прізвисько «Таблетка вихідного дня». Крім того, довший період напіввиведення є основою для щоденного терапевтичного застосування тадалафілу при лікуванні легеневої артеріальної гіпертензії.

## Показання
Лікування еректильної дисфункції у дорослих чоловіків, ефективний за наявності сексуальної стимуляції;
Лікування проявів та симптомів доброякісної гіперплазії передміхурової залози у дорослих чоловіків у початковій стадії;
Лікування легеневої артеріальної гіпертензії.

## Протипокази
Гіперчутливість до тадалафілу або до будь-якого іншого компонента ЛЗ; пацієнти, які застосовують органічні нітрати у будь-якій лікарській формі; не застосовувати чоловікам із серцево-судинними захворюваннями, для яких сексуальна активність є небажаною: пацієнтам з інфактом міокарда (впродовж 90 днів), з нестабільною стенокардією або стенокардією, із серцевою недостатністю (класу 2 або вище за класифікацією Нью-Йоркської асоціації серця, впродовж останніх 6 місяців), з неконтрольованими аритміями, артеріальною гіпотензією (<90/50 мм рт.ст.) чи неконтрольованою артеріальною гіпертензію, пацієнтам після інсульту (впродовж останніх 6 місяців); протипоказаний пацієнтам із втратою зору одного ока в результаті неартеріальної передньої ішемічної оптичної нейропатії незалежно від того, було це пов'язано із попереднім впливом інгібіторів ФДЕ 5, чи ні; супутнє застосування із стимуляторами гуанілат циклази (ріоцигуат) через ризик симптоматичної гіпотензії.

## Побічна дія
Реакції гіперчутливості, ангіоневротичний набряк; головний біль, запаморочення; порушення мозкового кровообігу (геморагічні явища), втрата свідомості, транзиторна ішемічна атака, мігрень, судоми, транзиторна амнезія;
Нечіткий зір, відчуття болю в очах; дефекти поля зору, набряк повік, кон'юнктивальна гіперемія, неартеріальна передня ішемічна оптична нейропатія, оклюзія вен сітківки; дзвін у вухах, раптова втрата слуху; закладеність носа, диспное, носова кровотеча;
Тахікардія, серцебиття, інфаркт міокарда, нестабільна стенокардія, шлуночкова аритмія; припливи, артеріальна гіпотензія чи АГ;
Диспепсія, ГЕРХ, абдомінальний біль; висипання, гіпергідроз (посилене потовиділення), кропив'янка, синдром Стівенса-Джонсона, ексфоліативний дерматит; біль у спині, міалгія, біль у кінцівках; гематурія; кровотеча зі статевого члена, гемоспермія, подовжена ерекція, пріапізм; біль у грудях, набряк обличчя, раптова серцева смерть.

## Синоніми
Сіаліс (Cialis) , Adcirca, Alyq, Entadfi, Tadliq, Tadalafilo

### Дженерики
Пінап, Максігра Драйв, Ерліс, Ариста

### Комбіновані
Entadfi, Opsynvi, TADA PLUS

## Хімія
Тадалафіл — це кільцевий 2,5-дикетопиперазин. Це також 1,2,3,4-тетрагідро-β-карболін.
Тадалафіл можна синтезувати, починаючи з метилового ефіру (D)-триптофану та піпероналу за допомогою реакції Пікте-Шпенглера. Після цього відбувається конденсація з хлорацетилхлоридом і метиламіном для завершення дикетопіперазинового кільця:

## Суспільство і культура

### Маркетинг
У Сполучених Штатах FDA пом'якшило правила маркетингу ліків, що відпускаються за рецептом, у 1997 році, дозволивши рекламу, націлену безпосередньо на споживачів. Lilly-ICOS найняла Gray Worldwide Agency у Нью-Йорку, що є частиною Gray Global Group, для проведення рекламної кампанії Cialis. Маркетинг Cialis скористався його більшою тривалістю порівняно з його конкурентами в рекламі препарату; Стюарт Елліот з The New York Times висловив думку: «Постійна присутність жінок у рекламі Сіалісу є непомітним сигналом того, що препарат полегшує їм задавати темп своїм чоловікам, на відміну від переважно чоловічих образів для Левітри та Віагра». Знакові теми в рекламі Cialis включають пари, що стоять пліч-о-пліч у ванній кімнаті, і гасло «Коли настане правильний момент, ти будеш готовий?». Реклама Cialis була унікальною серед ліків від ЕД, оскільки згадувала особливості препарат. Як наслідок, оголошення Cialis також були першими, хто описав побічні ефекти в рекламі, оскільки FDA вимагає реклами з конкретними згадками про побічні ефекти. Одна з перших реклам Cialis була показана на Суперкубку 2004 року. Лише за кілька тижнів до Суперкубка FDA вимагало вказати в рекламі більше можливих побічних ефектів, включаючи пріапізм. Хоча багато батьків заперечували проти показу реклами Сіалісу під час Super Bowl, «несправність гардеробу» Джанет Джексон затьмарила Сіаліс. У січні 2006 року рекламу Cialis було змінено, додавши лікаря на екрані для опису побічних ефектів і показуючи рекламу лише там, де понад 90 відсотків аудиторії складають дорослі, фактично припинивши рекламу Super Bowl. У 2004 році Lilly-ICOS, Pfizer і GlaxoSmithKline витратили разом 373,1 мільйона доларів США на рекламу Сіалісу, Віагри та Левітри відповідно. Cialis спонсорував багато спортивних подій, включаючи Кубок Америки та PGA Tour, колись був головним спонсором турніру PGA Tour Western Open.

### Економіка
В Австралії тадалафіл субсидується через Програму фармацевтичних пільг на репатріацію (англ. RPBS) для пацієнтів із певною загальновизнаною інвалідністю, пов'язаною з війною чи службою.
У США, хоча деякі постачальники медичного страхування покривають принаймні частину вартості (зазвичай обмежують кількість доз, що покриваються на місяць), багато постачальників, у тому числі ті, що діють згідно з Medicare Part D, не покривають вартість ліків, призначених для лікування еректильної дисфункції.
У Великій Британії загальна версія тадалафілу стала доступною в листопаді 2017 року, знизивши ціну на таблетку, і доступна через англ. NHS. У Китаї CMOAPI є найбільшим виробником порошку тадалафілу.